# Royal 10
La Royal 10 fue una máquina de escribir fabricada por la Royal Typewriter Company desde 1914 hasta 1940.
El Royal 10 era conocido por su versatilidad y durabilidad. Fue una máquina de escribir muy popular y cambió poco a lo largo de su historia; solo se modificaron algunos detalles estéticos en sus paneles laterales. Entre 1915 y 1922, los paneles de vidrio dobles permitieron a los operadores mirar hacia el interior, mientras que a partir de 1923 se utilizó un solo panel de vidrio. El Royal 10 se vendió por 100 dólares (3012 dólares actualmente) en 1915. A 2024 el Royal 10 se vendió por entre 100 y 500 dólares en eBay, dependiendo del año y la condición.
El Royal 10 tiene diez pulgadas de alto y quince pulgadas de ancho y largo. El carro, movido por cojinetes de bolas, no necesitaba aceite.: 12  Admite papel de un ancho de hasta 11 pulgadas (28 cm).: 31  También se admitía la cinta de dos colores, así como la impresión con plantillas.: 46, 60  El tipo de letra más común utilizado se llamaba «Pica».

## En los medios
Rosalind Russell usó un Royal 10 en la película His Girl Friday de 1940.
La novela Misery de Stephen King presenta una máquina de escribir Royal 10 que el personaje Annie le regala a Paul. La máquina de escribir, a la que originalmente le faltaba la letra «N» y luego perdió la «T» y la «E», y que Paul utilizó para escribir el borrador de su novela Misery's Return, ha sido llamada «el tercer personaje principal de la novela». Un Royal 10 también aparece en la adaptación cinematográfica de 1990. Para recrear la fuente de la máquina de escribir del libro, se eligió «Typeka» por su parecido con una apariencia ligeramente usada.
Una Royal 10 apareció en el video musical de la canción «Fortnight» de Taylor Swift, lo que despertó el interés por las máquinas de escribir entre los Swifties.